# Strongylocoris
Strongylocoris (лат.) — род полужесткокрылых из семейства слепняков (Miridae) подсемейства Orthotylinae.

## Описание
Клопы преимущественно чёрной или коричневой окраски с красноватым или синеватым оттенком, часто с желтыми или желто-коричневыми пятнами. Тело широко-овальное покрыто темными или светлыми щетинками. Длинные щетинки на теле перемежаются с короткими. Голова широкая и короткая. Задний её край слегка вогнутый, плотно прилегает к переднеспинке. Усики прикреплены ниже глаз. Переднеспинка и полунадкрылья покрыты в многочисленных неглубоких точках.

## Экология
Питаются растениями из семейств сложноцветные колокольчиковые и розоцветные.

## Классификация
В мировой фауне 16 видов.
- Strongylocoris amabilis (Douglas & Scott, 1868)
- Strongylocoris atrocoeruleus (Fieber, 1864)
- Strongylocoris cicadifrons Costa, 1853
- Strongylocoris coerulescens Lindberg, 1940
- Strongylocoris enki Linnavuori, 1984
- Strongylocoris erythroleptus Costa, 1853
- Strongylocoris ferreri Ribes & Pagola-Carte, 2007
- Strongylocoris franzi Wagner, 1955
- Strongylocoris leucocephalus (Linnaeus, 1758)
- Strongylocoris luridus (Fallén, 1807)
- Strongylocoris niger (Herrich-Schäeffer, 1835)
- Strongylocoris oberthuri  Reuter, 1905
- Strongylocoris obscurus (Rambur, 1839)
- Strongylocoris raimondoi Carapezza, 1991
- Strongylocoris seabrai Schmidt, 1939
- Strongylocoris steganoides (Sahlberg, 1875)

## Распространение
Встречается в Палеарктике. Центром видового богатства является Средиземноморский регион.